# Сен-Мартен-д’Оксиньи
Сен-Марте́н-д’Оксиньи́ (фр. Saint-Martin-d'Auxigny) — коммуна во Франции, находится в регионе Центр. Департамент — Шер. Главный город кантона Сен-Мартен-д’Оксиньи. Округ коммуны — Бурж.
Код INSEE коммуны — 18223.
Коммуна расположена приблизительно в 185 км к югу от Парижа, в 90 км юго-восточнее Орлеана, в 14 км к северу от Буржа.

## Население
Население коммуны на 2008 год составляло 2104 человека.
| 1962 | 1968 | 1975 | 1982 | 1990 | 1999 | 2008 |
| ---- | ---- | ---- | ---- | ---- | ---- | ---- |
| 1625 | 1659 | 1635 | 1705 | 1909 | 2018 | 2104 |

## Администрация
| Период | Период | Фамилия      | Партия | Примечания |
| ------ | ------ | ------------ | ------ | ---------- |
| 1955   | 1971   | Луи Соше     |        |            |
| 1971   | 1980   | Эдуар Клавье |        |            |
| 1980   | 1983   | Андре Мабила |        |            |
| 1983   | 2001   | Ален Бессон  |        |            |
| 2001   | 2014   | Фабрис Шолле |        |            |

## Экономика
Основу экономики составляют лесное и сельское хозяйство.
В 2007 году среди 1369 человек в трудоспособном возрасте (15-64 лет) 1073 были экономически активными, 296 — неактивными (показатель активности — 78,4 %, в 1999 году было 73,3 %). Из 1073 активных работали 993 человека (527 мужчин и 466 женщин), безработных было 80 (44 мужчины и 36 женщин). Среди 296 неактивных 95 человек были учениками или студентами, 120 — пенсионерами, 81 были неактивными по другим причинам.

## Достопримечательности
- Церковь Сен-Мартен (XIX век)
- Руины часовни XV века на месте под названием Шато-де-ла-Саль-ле-Руа
- Часовня XIII века старого монастыря в лесу Блерон